# Goniolomus tricorniger
Goniolomus tricorniger är en insektsart som beskrevs av Carl Stål. Goniolomus tricorniger ingår i släktet Goniolomus och familjen hornstritar. Inga underarter finns listade i Catalogue of Life.